# Percomorpha
De Percomorpha  is een clade binnen de superorde stekelvinnigen. Ze worden gekenmerkt door stekels in alle vinnen en vaak ook op de kop, wat hen een moeilijke prooi maakt. Ze komen voor zowel in de zee als in zoet water. 
De volgende orden vallen binnen deze superorde:
- Baarsachtigen
- Stekelbaarsachtigen
- Pantserwangigen
- Kogelvisachtigen
- Platvissen

## Bron
- Onderwater Flora & Fauna